# هارولد كاي
هارولد كاي (بالفرنسية: Harold Kay)‏ هو مقدم برامج إذاعية ومقدم تلفزيوني وممثل فرنسي، ولد في 16 مارس 1926 في فرنسا، وتوفي بنفس المكان في 16 يوليو 1990.

## وصلات خارجية
- هارولد كاي على موقع IMDb (الإنجليزية)
- هارولد كاي على موقع ألو سيني (الفرنسية)
- هارولد كاي على موقع قاعدة بيانات الأفلام السويدية (السويدية)
- هارولد كاي على موقع ديسكوغز (الإنجليزية)
- هارولد كاي على موقع قاعدة بيانات الفيلم (الإنجليزية)
- هارولد كاي على موقع كينوبويسك (الروسية)